# 304
304 (CCCIV) var ett skottår som började en lördag i den julianska kalendern.

## Händelser

### Oktober
- Slutet av oktober – När påven Marcellinus dör inträder en sedisvakans på tre och ett halvt år på påvestolen, då ingen ny påve väljs förrän 308.

### Okänt datum
- Diocletianus ådrar sig en dödlig sjukdom.
- Den romerska kolonin i nuvarande Konstanz grundas.
- Diocletianus utfärdar fyra edikt för att krossa kristendomen i riket. Härmed når hans förföljelser av de kristna sin kulmen.
- En triumfbåge byggs i Rom till Diocletianus ära.
- Fincormachus blir kung av Skottland.
- Ett stort Wu Hu-uppror utbryter i Kina; hunnern Liu Yuan etablerar Hankungariket, vilket inleder de sexton kungadömenas era i Kina.
- Sichuan blir självständigt från Kina.

## Avlidna
- 12 maj – Pankratius, fornkristen martyr, helgon
- 24 eller 25 oktober – Marcellinus, påve sedan 296 (martyrdöd)
- 10 december – Eulalia av Mérida, kristen jungfrumartyr [1].
- Lucia, jungfrumartyr och helgon från Syracusa
- Teodora och Didymus, kristna martyrer och helgon
- Sankt Alban, Englands förste kristne martyr (eller 309)
- S:t Afra, kristen martyr
- Bunseo, kung av det koreanska kungariket Baekje
- Anastasia, helgon

### Fotnoter
1. ↑  Det hände i dag